# Neodawnaria obrienae
Neodawnaria obrienae är en insektsart som beskrevs av Penny och Arias 1986. Neodawnaria obrienae ingår i släktet Neodawnaria och familjen Derbidae. Inga underarter finns listade i Catalogue of Life.